# Kuba i olympiska sommarspelen 2012
Kuba deltog i de olympiska sommarspelen 2012 som ägde rum i London i Storbritannien mellan den 27 juli och den 12 augusti 2012.

## Medaljörer (urval)
| Medalj | Namn           | Sport  | Gren                              |
| ------ | -------------- | ------ | --------------------------------- |
| Guld   | Leuris Pupo    | Skytte | Herrarnas 25 m pistol snabbskytte |
| Guld   | Idalys Ortíz   | Judo   | Damernas +78 kg                   |
| Silver | Yanet Bermoy   | Judo   | Damernas 52 kg                    |
| Silver | Asley González | Judo   | Herrarnas 90 kg                   |

## Bordtennis
- Huvudartikel: Bordtennis vid olympiska sommarspelen 2012

Herrar
| Spelare      | Gren   | Inledande omgång     | Runda 1              | Runda 2              | Runda 3              | Runda 4              | Kvartsfinal          | Semifinal            | Final                | Final            |
| Spelare      | Gren   | Motståndare Resultat | Motståndare Resultat | Motståndare Resultat | Motståndare Resultat | Motståndare Resultat | Motståndare Resultat | Motståndare Resultat | Motståndare Resultat | Placering        |
| ------------ | ------ | -------------------- | -------------------- | -------------------- | -------------------- | -------------------- | -------------------- | -------------------- | -------------------- | ---------------- |
| Andy Pereira | Singel | Shing (VAN) W 4–0    | Bobocica (ITA) L 0–4 | Gick inte vidare     | Gick inte vidare     | Gick inte vidare     | Gick inte vidare     | Gick inte vidare     | Gick inte vidare     | Gick inte vidare |

## Boxning
- Huvudartikel: Boxning vid olympiska sommarspelen 2012

Herrar
| Boxare              | Gren            | Sextondelsfinal        | Åttondelsfinal           | Kvartsfinal             | Semifinal                | Final                    | Final            |
| Boxare              | Gren            | Motståndare Resultat   | Motståndare Resultat     | Motståndare Resultat    | Motståndare Resultat     | Motståndare Resultat     | Placering        |
| ------------------- | --------------- | ---------------------- | ------------------------ | ----------------------- | ------------------------ | ------------------------ | ---------------- |
| Yosvany Veitia      | Lätt flugvikt   | Ward (AUS) W 26–4      | Zou S (CHN) L 11–140     | Gick inte vidare        | Gick inte vidare         | Gick inte vidare         | Gick inte vidare |
| Robeisy Ramírez     | Flugvikt        | Susa (JPN) W 19–7      | Butdee (THA) W 22–10     | Selby (GBR) W 16-11     | Conlan (IRL) W 20–10     | Tögstsogt (MGL) W 17–140 | 1                |
| Lázaro Álvarez      | Bantamvikt      | BYE                    | Diaz (USA) W 21–15       | Vieira (BRA) W 16–11    | Nevin (IRL) L 14–19      | Gick inte vidare         | 3                |
| Yasniel Toledo      | Lättvikt        | BYE                    | Liu Q (CHN) W 14-10      | Zhailauov (KAZ) W 19–11 | Lomachenko (UKR) L 11–14 | Gick inte vidare         | 3                |
| Roniel Iglesias     | Lätt weltervikt | Villaraga (COL) W 20–9 | Lopes (BRA) W 18–15      | Rahmonov (UZB) W 21–15  | Mangiacapre (ITA) W 15–8 | Berinchyk (UKR) W 22–15  | 1                |
| Julio César la Cruz | Lätt tungvikt   | BYE                    | Al-Matbouli (JOR) W 25–8 | Y Falcão (BRA) L 15–18  | Gick inte vidare         | Gick inte vidare         | Gick inte vidare |
| José Larduet        | Tungvikt        | i.u.                   | Mazaheri (IRI) W 0–DSQ   | Russo (ITA) L 16–17     | Gick inte vidare         | Gick inte vidare         | Gick inte vidare |
| Erislandy Savón     | Supertungvikt   | i.u.                   | Joshua (GBR) L 10–12     | Gick inte vidare        | Gick inte vidare         | Gick inte vidare         | Gick inte vidare |

## Brottning
- Huvudartikel: Brottning vid olympiska sommarspelen 2012

Herrar, fristil
| Brottare           | Gren   | Kvalomgång           | Åttondelsfinal        | Kvartsfinal          | Semifinal            | Återkval 1           | Återkval 2           | Final / Brons        | Final / Brons |
| Brottare           | Gren   | Motståndare Resultat | Motståndare Resultat  | Motståndare Resultat | Motståndare Resultat | Motståndare Resultat | Motståndare Resultat | Motståndare Resultat | Placering     |
| ------------------ | ------ | -------------------- | --------------------- | -------------------- | -------------------- | -------------------- | -------------------- | -------------------- | ------------- |
| Yowlys Bonne       | -60 kg | BYE                  | K Yumoto (JPN) L 1–3  | Gick inte vidare     | Gick inte vidare     | Gick inte vidare     | Gick inte vidare     | Gick inte vidare     | 14            |
| Liván López        | -66 kg | Tagavi (IRI) W 3–1   | Yonemitsu (JPN) L 1–3 | Gick inte vidare     | Gick inte vidare     | BYE                  | Garcia (CAN) W 3–1   | Hasanov (AZE) W 3–1  | 3             |
| Humberto Arencibia | -84 kg | BYE                  | Herbert (USA) L 1–3   | Gick inte vidare     | Gick inte vidare     | Gick inte vidare     | Gick inte vidare     | Gick inte vidare     | 13            |
| Javier Cortina     | -96 kg | BYE                  | Pliev (CAN) L 1–3     | Gick inte vidare     | Gick inte vidare     | Gick inte vidare     | Gick inte vidare     | Gick inte vidare     | 13            |

Herrar, grekisk-romersk stil
| Brottare       | Gren    | Kvalomgång           | Åttondelsfinal         | Kvartsfinal             | Semifinal            | Återkval 1              | Återkval 2             | Final / brons          | Final / brons |
| Brottare       | Gren    | Motståndare Resultat | Motståndare Resultat   | Motståndare Resultat    | Motståndare Resultat | Motståndare Resultat    | Motståndare Resultat   | Motståndare Resultat   | Placering     |
| -------------- | ------- | -------------------- | ---------------------- | ----------------------- | -------------------- | ----------------------- | ---------------------- | ---------------------- | ------------- |
| Gustavo Balart | -55 kg  | BYE                  | Karakuş (TUR) W 3–0    | Choi G-J (KOR) L 1–3    | Gick inte vidare     | Gick inte vidare        | Gick inte vidare       | Gick inte vidare       | 8             |
| Hansel Meoque  | -60 kg  | BYE                  | Jung J-H (KOR) L 0–3   | Gick inte vidare        | Gick inte vidare     | Gick inte vidare        | Gick inte vidare       | Gick inte vidare       | 19            |
| Pedro Mulens   | -66 kg  | BYE                  | Kim H-W (KOR) L 0–3    | Gick inte vidare        | Gick inte vidare     | Varderesyan (ARM) W 3–0 | Venckaitis (LTU) W 3–1 | Guenot (FRA) L 0–3     | 5             |
| Alexei Bell    | -74 kg  | Provisor (USA) L 1–3 | Gick inte vidare       | Gick inte vidare        | Gick inte vidare     | Gick inte vidare        | Gick inte vidare       | Gick inte vidare       | 12            |
| Pablo Shorey   | -84 kg  | Akhlaghi (IRI) W 3–1 | Betts (USA) W 3–0      | Janikowski (POL) L 0–5  | Gick inte vidare     | Gick inte vidare        | Gick inte vidare       | Gick inte vidare       | 7             |
| Yunior Estrada | -96 kg  | BYE                  | Vala (CZE) W 3–1       | Avari (TUN) W 3–0       | Rezaei (IRI) L 0–3   | BYE                     | BYE                    | Aleksanyan (ARM) L 0–3 | 5             |
| Mijaín López   | -120 kg | BYE                  | El-Trabely (EGY) W 3–0 | Pherselidze (GEO) W 3–0 | Kayaalp (TUR) W 3–0  | BYE                     | BYE                    | Nabi (EST) W 3–0       | 1             |

Damer, fristil
| Brottare         | Gren   | Kvalomgång             | Åttondelsfinal       | Kvartsfinal          | Semifinal            | Återkval 1           | Återkval 2           | Final / brons        | Final / brons |
| Brottare         | Gren   | Motståndare Resultat   | Motståndare Resultat | Motståndare Resultat | Motståndare Resultat | Motståndare Resultat | Motståndare Resultat | Motståndare Resultat | Placering     |
| ---------------- | ------ | ---------------------- | -------------------- | -------------------- | -------------------- | -------------------- | -------------------- | -------------------- | ------------- |
| Katerina Vidiaux | -63 kg | Yeşilırmak (TUR) W 5–0 | Volosova (RUS) L 0–3 | Gick inte vidare     | Gick inte vidare     | Gick inte vidare     | Gick inte vidare     | Gick inte vidare     | 8             |

## Bågskytte
- Huvudartikel: Bågskytte vid olympiska sommarspelen 2012

Damer
| Bågskytt            | Gren                   | Ranking-runda | Ranking-runda | 32-delsfinal         | Sextondelsfinal   | Åttondelsfinal    | Kvartsfinal       | Semifinal         | Final             | Final            |
| Bågskytt            | Gren                   | Poäng         | Seedning      | Motståndare Poäng    | Motståndare Poäng | Motståndare Poäng | Motståndare Poäng | Motståndare Poäng | Motståndare Poäng | Placering        |
| ------------------- | ---------------------- | ------------- | ------------- | -------------------- | ----------------- | ----------------- | ----------------- | ----------------- | ----------------- | ---------------- |
| Juan Carlos Stevens | Herrarnas individuella | 663           | 34            | Rai (IND) (31) L 5–6 | Gick inte vidare  | Gick inte vidare  | Gick inte vidare  | Gick inte vidare  | Gick inte vidare  | Gick inte vidare |

## Cykling
- Huvudartikel: Cykling vid olympiska sommarspelen 2012

### Landsväg
| Cyklist                    | Gren                | Tid     | Placering |
| -------------------------- | ------------------- | ------- | --------- |
| Arnold Alcolea             | Herrarnas linjelopp | 5:46:37 | 67        |
| Yumari González Valdivieso | Damernas linjelopp  | OTL     | OTL       |

### Bana
Sprint
| Cyklist         | Gren            | Kvalomgång           | Kvalomgång | Omgång 1                         | Omgång 2                         | Kvartsfinal                      | Semifinal                        | Final                                                            | Final     |
| Cyklist         | Gren            | Tid Hastighet (km/h) | Placering  | Motståndare Tid Hastighet (km/h) | Motståndare Tid Hastighet (km/h) | Motståndare Tid Hastighet (km/h) | Motståndare Tid Hastighet (km/h) | Motståndare Tid Hastighet (km/h)                                 | Placering |
| --------------- | --------------- | -------------------- | ---------- | -------------------------------- | -------------------------------- | -------------------------------- | -------------------------------- | ---------------------------------------------------------------- | --------- |
| Lisandra Guerra | Damernas sprint | 11.109 64.812        | 6          | Gaviria (COL) W 11.390 63.213    | Lee W S (HKG) W 11.485 62.690    | Guo S (CHN) L                    | Gick inte vidare                 | 5:e plats-final Krupeckaitė (LTU) Sjulika (UKR) Panarina (BLR) L | 6         |

Keirin
| Cyklist         | Gren            | 1:a omgången | Återkval  | 2:a omgången     | Final     |
| Cyklist         | Gren            | Placering    | Placering | Placering        | Placering |
| --------------- | --------------- | ------------ | --------- | ---------------- | --------- |
| Lisandra Guerra | Damernas keirin | 3 R          | 4         | Gick inte vidare | 13        |

Omnium
| Cyklist        | Gren            | Flygande varv | Flygande varv | Poänglopp | Poänglopp | Elimineringslopp | Ind. förföljelse | Ind. förföljelse | Scratch   | Tidskval | Tidskval  | Totalpoäng | Placering |
| Cyklist        | Gren            | Tid           | Placering     | Poäng     | Placering | Placering        | Tid              | Placering        | Placering | Tid      | Placering | Totalpoäng | Placering |
| -------------- | --------------- | ------------- | ------------- | --------- | --------- | ---------------- | ---------------- | ---------------- | --------- | -------- | --------- | ---------- | --------- |
| Marlies Mejías | Damernas omnium | 14.554        | 8             | 4         | 12        | 9                | 3:41.897         | 9                | 14        | 35.912   | 5         | 57         | 8         |

## Friidrott
- Huvudartikel: Friidrott vid olympiska sommarspelen 2012

Förkortningar
- Notera – Placeringar gäller endast den tävlandes eget heat
- Q = Kvalificerade sig till nästa omgång via placering
- q = Kvalificerade sig på tid eller, i fältgrenarna, på placering utan att ha nått kvalgränsen
- NR = Nationellt rekord
- N/A = Omgången inte möjlig i grenen
- Bye = Idrottaren behövde inte delta i omgången

Herrar
Bana och väg
| Idrottare                                                                           | Gren       | Heat     | Heat      | Semifinal        | Semifinal        | Final            | Final            |
| Idrottare                                                                           | Gren       | Resultat | Placering | Resultat         | Placering        | Resultat         | Placering        |
| ----------------------------------------------------------------------------------- | ---------- | -------- | --------- | ---------------- | ---------------- | ---------------- | ---------------- |
| Omar Cisneros                                                                       | 400 m häck | 48.63    | 3 Q       | 48.23            | 3                | Gick inte vidare | Gick inte vidare |
| Andy González                                                                       | 800 m      | 1:46.24  | 4 q       | 1:53.46          | 9                | Gick inte vidare | Gick inte vidare |
| Michael Herrera                                                                     | 200 m      | 21.05    | 6         | Gick inte vidare | Gick inte vidare | Gick inte vidare | Gick inte vidare |
| Orlando Ortega                                                                      | 110 m häck | 13.26    | 1 Q       | 13.26            | 2 Q              | 13.43            | 6                |
| Dayron Robles                                                                       | 110 m häck | 13.33    | 1 Q       | 13.10            | 1 Q              | DSQ              | DSQ              |
| Roberto Skyers                                                                      | 200 m      | 20.66    | 4         | Gick inte vidare | Gick inte vidare |                  |                  |
| Amaurys Valle                                                                       | 400 m häck | 49.19    | 1 Q       | 50.48            | 7                | Gick inte vidare | Gick inte vidare |
| Raidel Acea Omar Cisneros William Collazo Noel Ruíz Orestes Rodríguez Amaurys Valle | 4 x 400 m  | 3:00.55  | 3 Q       | i.u.             | i.u.             | DNF              | DNF              |

Fältgrenar
| Idrottare          | Gren           | Kval  | Kval      | Final            | Final            |
| Idrottare          | Gren           | Längd | Placering | Längd            | Placering        |
| ------------------ | -------------- | ----- | --------- | ---------------- | ---------------- |
| Yoandris Betanzos  | Tresteg        | 16.22 | 23        | Gick inte vidare | Gick inte vidare |
| Lázaro Borges      | Stavhopp       | 5.50  | =16       | Gick inte vidare | Gick inte vidare |
| Alexis Copello     | Tresteg        | 16.79 | 11 q      | 16.92            | 8                |
| Jorge Fernández    | Diskuskastning | 65.34 | 3 Q       | 62.02            | 11               |
| Arnie David Girat  | Tresteg        | 16.45 | 16        | Gick inte vidare | Gick inte vidare |
| Roberto Janet      | Släggkastning  | 73.34 | 19        | Gick inte vidare | Gick inte vidare |
| Yunio Lastre       | Diskuskastning | 57.33 | 40        | Gick inte vidare | Gick inte vidare |
| Guillermo Martínez | Spjutkastning  | 80.06 | 16        | Gick inte vidare | Gick inte vidare |
| Víctor Moya        | Höjdhopp       | 2.21  | 20        | Gick inte vidare | Gick inte vidare |
| Carlos Veliz       | Kulstötning    | 18.57 | 34        | Gick inte vidare | Gick inte vidare |

Kombinerade grenar – tiokamp
| Idrottare       | Gren     | 100 m | LJ   | SP    | HJ   | 400 m | 110H  | DT    | PV   | JT    | 1500 m  | Final | Placering |
| --------------- | -------- | ----- | ---- | ----- | ---- | ----- | ----- | ----- | ---- | ----- | ------- | ----- | --------- |
| Yordanis García | Resultat | 10.80 | 6.75 | 14.48 | 1.99 | 48.76 | 14.24 | 42.27 | 4.60 | 59.85 | 4:38.57 | 7956  | 14        |
| Yordanis García | Poäng    | 906   | 755  | 758   | 794  | 873   | 944   | 711   | 790  | 736   | 689     | 7956  | 14        |
| Leonel Suárez   | Resultat | 11.27 | 7.52 | 14.50 | 2.11 | 49.04 | 14.45 | 45.75 | 4.70 | 76.94 | 4:30.08 | 8523  | 3         |
| Leonel Suárez   | Poäng    | 801   | 940  | 759   | 906  | 859   | 917   | 782   | 819  | 996   | 744     | 8523  | 3         |

Damer
Bana och väg
| Idrottare                                                                                    | Gren      | Heat     | Heat      | Semifinal        | Semifinal        | Final            | Final            |
| Idrottare                                                                                    | Gren      | Resultat | Placering | Resultat         | Placering        | Resultat         | Placering        |
| -------------------------------------------------------------------------------------------- | --------- | -------- | --------- | ---------------- | ---------------- | ---------------- | ---------------- |
| Rose Mary Almanza                                                                            | 800 m     | 2:01.19  | 4 q       | 2:01.70          | 6                | Gick inte vidare | Gick inte vidare |
| Dailín Belmonte                                                                              | Maraton   | i.u.     | i.u.      | i.u.             | i.u.             | 2:38:08          | 70               |
| Nelkys Casabona                                                                              | 200 m     | 23.82    | 8         | Gick inte vidare | Gick inte vidare | Gick inte vidare | Gick inte vidare |
| Rose Mary Almanza Daysiurami Bonne Yaimeisi Borlot Sahily Diago Aymée Martínez Diosmely Peña | 4 x 400 m | 3:27.41  | 6         | i.u.             | i.u.             | Gick inte vidare | Gick inte vidare |

Fältgrenar
| Idrottare          | Gren           | Kval  | Kval      | Final            | Final            |
| Idrottare          | Gren           | Längd | Placering | Längd            | Placering        |
| ------------------ | -------------- | ----- | --------- | ---------------- | ---------------- |
| Dailenys Alcántara | Tresteg        | 13.97 | 15        | Gick inte vidare | Gick inte vidare |
| Yarelys Barrios    | Diskuskastning | 65.94 | 1 Q       | 66.38            | 4                |
| Daylis Caballero   | Stavhopp       | NM    | —         | Gick inte vidare | Gick inte vidare |
| Denia Caballero    | Diskuskastning | 58.78 | 27        | Gick inte vidare | Gick inte vidare |
| Yanet Cruz         | Spjutkastning  | NM    | —         | Gick inte vidare | Gick inte vidare |
| Misleydis Gonzalez | Kulstötning    | 17.68 | 21        | Gick inte vidare | Gick inte vidare |
| Lesyaní Mayor      | Höjdhopp       | 1.85  | =20       | Gick inte vidare | Gick inte vidare |
| Yipsi Moreno       | Släggkastning  | 73.95 | 6 Q       | 74.60            | 6                |
| Yaimé Pérez        | Diskuskastning | 57.87 | 30        | Gick inte vidare | Gick inte vidare |
| Josleidy Ribalta   | Tresteg        | 13.88 | 19        | Gick inte vidare | Gick inte vidare |
| Yainelis Ribeaux   | Spjutkastning  | 56.55 | 29        | Gick inte vidare | Gick inte vidare |
| Yargeris Savigne   | Tresteg        | 14.28 | 9 q       | 14.12            | 9                |
| Yarisley Silva     | Stavhopp       | 4.55  | =1 q      | 4.75             | 2                |
| Arasay Thondike    | Släggkastning  | 67.93 | 23        | Gick inte vidare | Gick inte vidare |
| Mailin Vargas      | Kulstötning    | 16.76 | 27        | Gick inte vidare | Gick inte vidare |
| Ariannis Vichy     | Släggkastning  | 67.48 | 25        | Gick inte vidare | Gick inte vidare |

## Judo
Herrar
| Idrottare         | Gren                    | 32-delsfinal             | Sextondelsfinal               | Åttondelsfinal            | Kvartsfinal               | Semifinal                 | Återkval             | Bronsmatch                 | Final                | Final     |
| Idrottare         | Gren                    | Motståndare Resultat     | Motståndare Resultat          | Motståndare Resultat      | Motståndare Resultat      | Motståndare Resultat      | Motståndare Resultat | Motståndare Resultat       | Motståndare Resultat | Placering |
| ----------------- | ----------------------- | ------------------------ | ----------------------------- | ------------------------- | ------------------------- | ------------------------- | -------------------- | -------------------------- | -------------------- | --------- |
| Asley González    | Mellanvikt (-90 kg)     | Campos (ARG) W 1000–0000 | Gerasimenko (SRB) W 0011–0002 | Anthony (AUS) W 0010–0002 | Denisov (RUS) W 1000–0001 | BYE                       | BYE                  | Song D-n (KOR) L 0001–0101 | 2                    |           |
| Oreidis Despaigne | Halv tungvikt (-100 kg) | BYE                      | Sayidov (UZB) L 010H–0102     | Gick inte vidare          | Gick inte vidare          | Gick inte vidare          | Gick inte vidare     | Gick inte vidare           | Gick inte vidare     |           |
| Óscar Brayson     | Tungvikt (+100 kg)      | Padar (EST) W 0100–0001  | Blas, Jr. (GUM) W 0100–0001   | Riner (FRA) L 0001–0100   | Gick inte vidare          | Makarau (BLR) L 0000–1001 | Gick inte vidare     | Gick inte vidare           | 7                    |           |

Damer
| Idrottare           | Gren                     | Sextondelsfinal               | Åttondelsfinal              | Kvartsfinal                   | Semifinal                | Återkval             | Bronsmatch           | Final                      | Final            |
| Idrottare           | Gren                     | Motståndare Resultat          | Motståndare Resultat        | Motståndare Resultat          | Motståndare Resultat     | Motståndare Resultat | Motståndare Resultat | Motståndare Resultat       | Placering        |
| ------------------- | ------------------------ | ----------------------------- | --------------------------- | ----------------------------- | ------------------------ | -------------------- | -------------------- | -------------------------- | ---------------- |
| Dayaris Mestre      | Extra lättvikt (-48 kg)  | Kondratyeva (RUS) W 0101–0000 | Dumitru (ROU) L 0000–1000   | Gick inte vidare              | Gick inte vidare         | Gick inte vidare     | Gick inte vidare     | Gick inte vidare           | Gick inte vidare |
| Yanet Bermoy        | Halv lättvikt (-52 kg)   | BYE                           | Bundmaa (MGL) W 0020–0000   | Müller (LUX) W 0011–0002      | Heylen (BEL) W 0011–0002 | BYE                  | BYE                  | An K-a (PRK) L 0000–0001   | 2                |
| Yurisleydis Lupetey | Lättvikt (-57 kg)        | Boukouvala (GRE) W 0011–0001  | Zabludina (RUS) L 0001–0100 | Gick inte vidare              | Gick inte vidare         | Gick inte vidare     | Gick inte vidare     | Gick inte vidare           | Gick inte vidare |
| Yaritza Abel        | Halv mellanvikt (-63 kg) | BYE                           | Émane (FRA) L 0001–0001 YUS | Gick inte vidare              | Gick inte vidare         | Gick inte vidare     | Gick inte vidare     | Gick inte vidare           | Gick inte vidare |
| Onix Cortés         | Mellanvikt (-70 kg)      | BYE                           | Tachimoto (JPN) L 0000–0001 | Gick inte vidare              | Gick inte vidare         | Gick inte vidare     | Gick inte vidare     | Gick inte vidare           | Gick inte vidare |
| Idalys Ortiz        | Tungvikt (+78 kg)        | BYE                           | Moniz (CPV) W 0103–0002     | Ivashchenko (RUS) W 0011–0002 | Tong W (CHN) W 0010–0001 | BYE                  | BYE                  | Sugimoto (JPN) W 0000–0001 | 1                |

## Kanotsport
Sprint
| Kanotist                          | Gren                | Heat     | Heat      | Semifinal | Semifinal | Final           | Final           |
| Kanotist                          | Gren                | Tid      | Placering | Tid       | Placering | Tid             | Placering       |
| --------------------------------- | ------------------- | -------- | --------- | --------- | --------- | --------------- | --------------- |
| Jorge García                      | Herrarnas K1 1000 m | 3:30.852 | 4 Q       | 3:31.937  | 5 FB      | 3:29.938        | 9               |
| José Carlos Bulnes Serguey Torres | Herrarnas C2 1000 m | 3:44.341 | 5 Q       | 3:41.619  | 3 FA      | 3:42.357        | 6               |
| Darisleydis Amador                | Damernas K1 200 m   | 42.761   | 5 Q       | 41.949    | 5 FB      | 45.099          | 12              |
| Darisleydis Amador                | Damernas K1 500 m   | 1:56.038 | 5 Q       | 1:58.762  | 7         | Did not advance | Did not advance |
| Dayexi Gandarela Yulitza Meneses  | Damernas K2 500 m   | 1:46.587 | 6 Q       | 1:51.428  | 8 FB      | 1:50.124        | 14              |

## Rodd
Herrar
| Idrottare                  | Gren                    | Heat    | Heat      | Återkval | Återkval  | Kvartsfinal | Kvartsfinal | Semifinal | Semifinal | Final   | Final     | Final |
| Idrottare                  | Gren                    | Tid     | Placering | Tid      | Placering | Tid         | Placering   | Tid       | Placering | Tid     | Placering |       |
| -------------------------- | ----------------------- | ------- | --------- | -------- | --------- | ----------- | ----------- | --------- | --------- | ------- | --------- | ----- |
| Ángel Fournier             | Singelsculler           | 6:46,35 | 2 QF      | BYE      | BYE       | 6:54,12     | 2 SA/B      | 7:30,19   | 4 FB      | 7:11,17 | 7         |       |
| Yunior Pérez Manuel Suárez | Lättvikts-dubbelsculler | 6:36,31 | 3 R       | 6:37,04  | 1 SA/B    | i.u.        | i.u.        | 6:52,26   | 6 FB      | 6:34,96 | 10        |       |

Damer
| Idrottare                          | Gren                    | Heat    | Heat      | Återkval | Återkval  | Kvartsfinal | Kvartsfinal | Semifinal | Semifinal | Final   | Final     | Final |
| Idrottare                          | Gren                    | Tid     | Placering | Tid      | Placering | Tid         | Placering   | Tid       | Placering | Tid     | Placering |       |
| ---------------------------------- | ----------------------- | ------- | --------- | -------- | --------- | ----------- | ----------- | --------- | --------- | ------- | --------- | ----- |
| Yariulvis Cobas                    | Singelsculler           | 7:48,58 | 4 QF      | BYE      | BYE       | 7:56,89     | 5 SC/D      | 7:54,22   | 2 FC      | 8:14,59 | 15        |       |
| Yoslaine Domínguez Yaima Velázquez | Lättvikts-dubbelsculler | 7:12,99 | 4 R       | 7:19,33  | 3 SA/B    | i.u.        | i.u.        | 7:21,86   | 6 FB      | 7:23,25 | 10        |       |

## Simhopp
Herrar
| Idrottare                    | Gren             | Kval   | Kval      | Semifinal | Semifinal | Final            | Final            |
| Idrottare                    | Gren             | Poäng  | Placering | Poäng     | Placering | Poäng            | Placering        |
| ---------------------------- | ---------------- | ------ | --------- | --------- | --------- | ---------------- | ---------------- |
| Jeinkler Aguirre             | 10 m             | 453,50 | 10 Q      | 436,95    | 18        | Gick inte vidare | Gick inte vidare |
| José Guerra                  | 10 m             | 440,90 | 17 Q      | 501,90    | 9 Q       | 527,70           | 5                |
| Jeinkler Aguirre José Guerra | 10 m parhoppning | i.u.   | i.u.      | i.u.      | i.u.      | 450,90           | 5                |

Damer
| Idrottare    | Gren | Kval   | Kval      | Semifinal        | Semifinal        | Final            | Final            |
| Idrottare    | Gren | Poäng  | Placering | Poäng            | Placering        | Poäng            | Placering        |
| ------------ | ---- | ------ | --------- | ---------------- | ---------------- | ---------------- | ---------------- |
| Annia Rivera | 10 m | 233,95 | 25        | Gick inte vidare | Gick inte vidare | Gick inte vidare | Gick inte vidare |

## Taekwondo
| Idrottare         | Gren             | Åttondelsfinaler         | Kvartsfinaler            | Semifinaer           | Återkval                         | Bronsmatch           | Final                | Final            |
| Idrottare         | Gren             | Motståndare Resultat     | Motståndare Resultat     | Motståndare Resultat | Motståndare Resultat             | Motståndare Resultat | Motståndare Resultat | Placering        |
| ----------------- | ---------------- | ------------------------ | ------------------------ | -------------------- | -------------------------------- | -------------------- | -------------------- | ---------------- |
| Robelis Despaigne | Herrarnas +80 kg | Chukwumerije (NGR) W 1–0 | Obame (GAB) L 6–7 SDP    | Gick inte vidare     | Thomsen-Fuataga (SAM) W 14–2 PTG | Keita (MLI) W WO     | Gick inte vidare     | 3                |
| Nidia Muñoz       | Damernas −57 kg  | Paoli (LIB) L 2–4        | Gick inte vidare         | Gick inte vidare     | Gick inte vidare                 | Gick inte vidare     | Gick inte vidare     | Gick inte vidare |
| Glenhis Hernández | Damernas +67 kg  | Dislam (MAR) W 1–0 SDP   | Konieva (UKR) W 16–2 PTG | Graffe (FRA) L 4–6   | Gick inte vidare                 | Espinoza (MEX) L 2–4 | Gick inte vidare     | Gick inte vidare |